# Triangle de corail

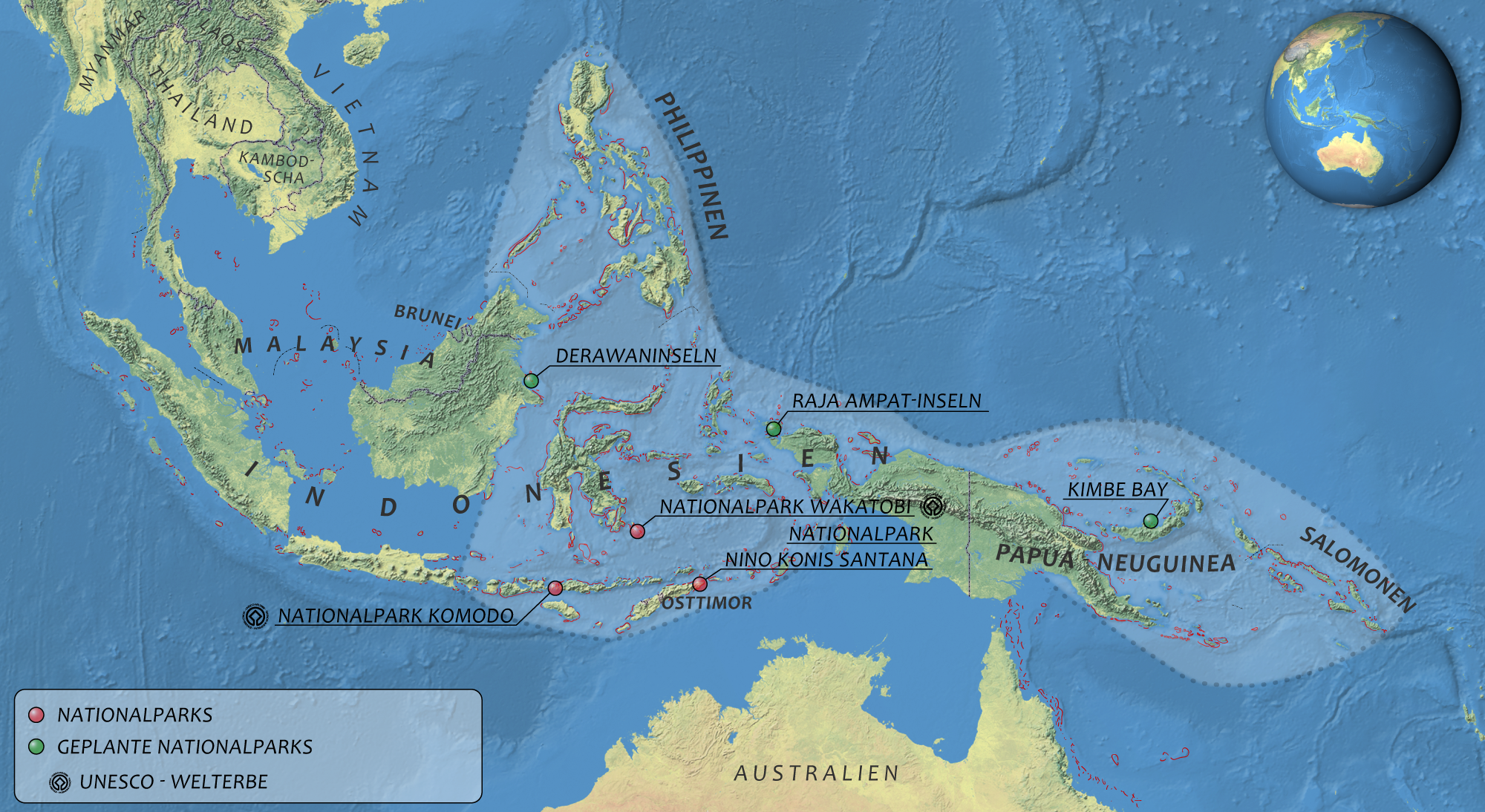
Carte du Triangle de corail.

Le Triangle de Corail est une zone de l'océan Pacifique comprenant les eaux qui baignent la Malaisie, l'Indonésie, les Philippines et les îles Salomon et représentant, en superficie, environ 1 % de la surface planétaire.
Riche en récifs coralliens, elle concentre la plus grande biodiversité marine au monde. Elle abrite notamment : 
- 30 % de la totalité des récifs coralliens mondiaux ;
- 76 % des coraux qui construisent les récifs ;
- plus de 35 % des espèces de poissons récifaux ;
- des frayères d'importance mondiale (principale zone du monde) pour la reproduction des thons ;
- un lieu de reproduction des baleines bleues et cachalots remontant du continent Antarctique…

Elle est pour ces raisons considérée comme un des plus importants hotspots de biodiversité. Ces coraux sont aussi d'importants puits de carbone pour l'hémisphère sud.

## État, pression, menaces

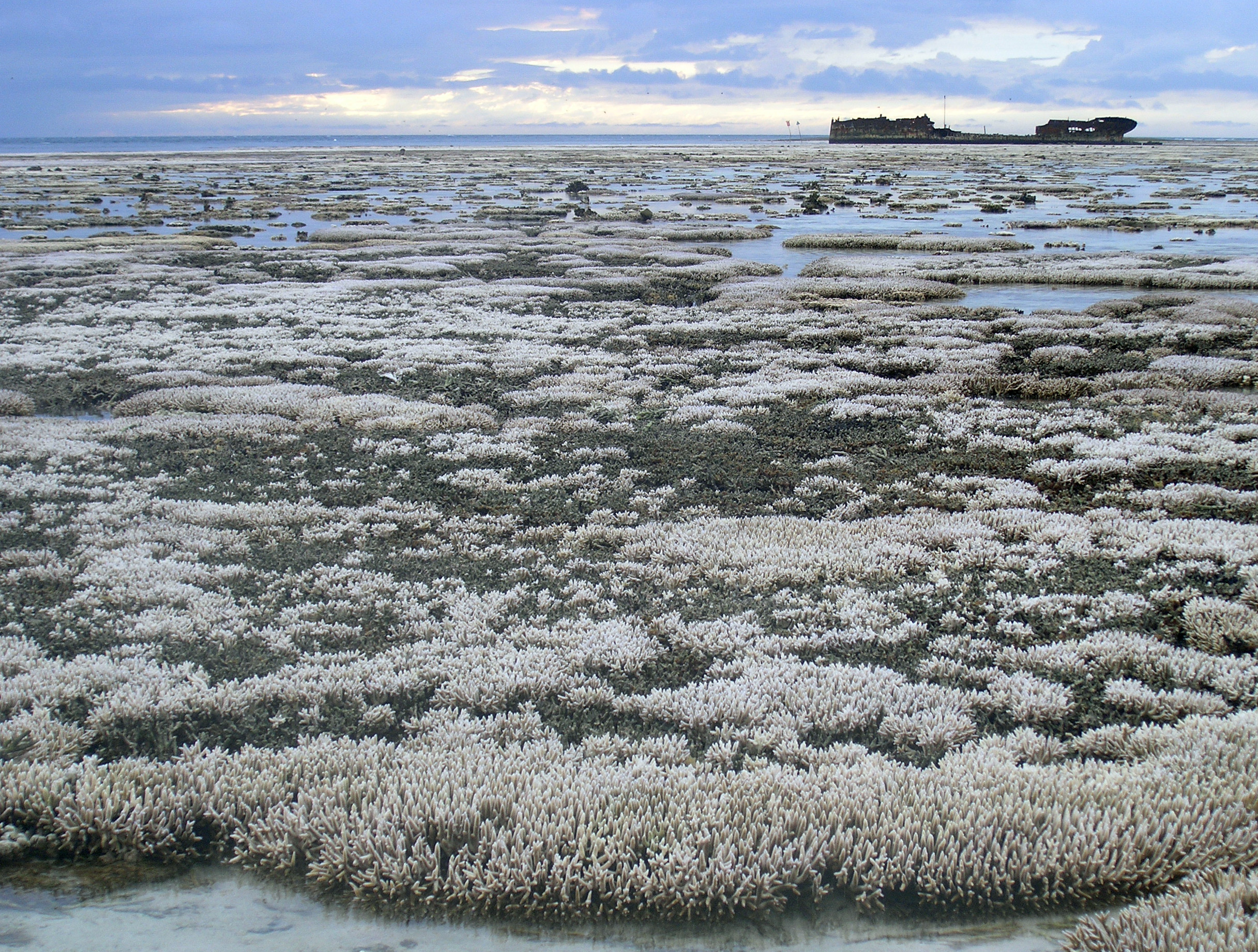
Blanchissement de la Grande barrière de corail en Australie (photo prise le 10 février 2016).

40 % des récifs coralliens et des mangroves y  ont disparu depuis les années 1970, et la déforestation des littoraux, la dégradation de la qualité de l'eau (turbidité, eutrophisation, acidification…) ainsi que la surpêche et la pêche au cyanure et à l'explosif menacent outre les écosystèmes de nombreuses communautés humaines et leur survie dans le Triangle de Corail. Les écosystèmes marins sont notamment affectés par le blanchissement des coraux. Le WWF considère que :
- la mort des récifs si elle se poursuit causera la disparition de 80 % de la ressource alimentaire des habitants de cette zone où environ 100 millions de personnes dépendant de la mer pour leur survie ;
- des millions ou dizaines de millions d'habitants (réfugiés climatiques) devront fuir la côte vers les régions centrales et urbaines d'Australie et de Nouvelle-Zélande, où les pressions sur l'environnement ont déjà fortement augmenté.

## Projets de protection
Les présidents de l'Indonésie, des Philippines, de la Malaisie, de la Papouasie-Nouvelle-Guinée, du Timor oriental et des Iles Salomon se sont rencontrés le 15 mai 2009 à Manado, lors d'un 1er sommet dit de l'Initiative du Triangle de Corail (ITC) pour envisager une meilleure protection du Triangle de corail. 
Ils ont notamment annoncé la mise en place d'aires marines protégées (sur 20 % des littoraux du Triangle) et un durcissement de la lutte contre le braconnage par une pêche illégale. L'Indonésie a pour sa part proposé de créer un sanctuaire de 3,9 millions d'hectares dans la mer de Savu.

## Galerie d'images

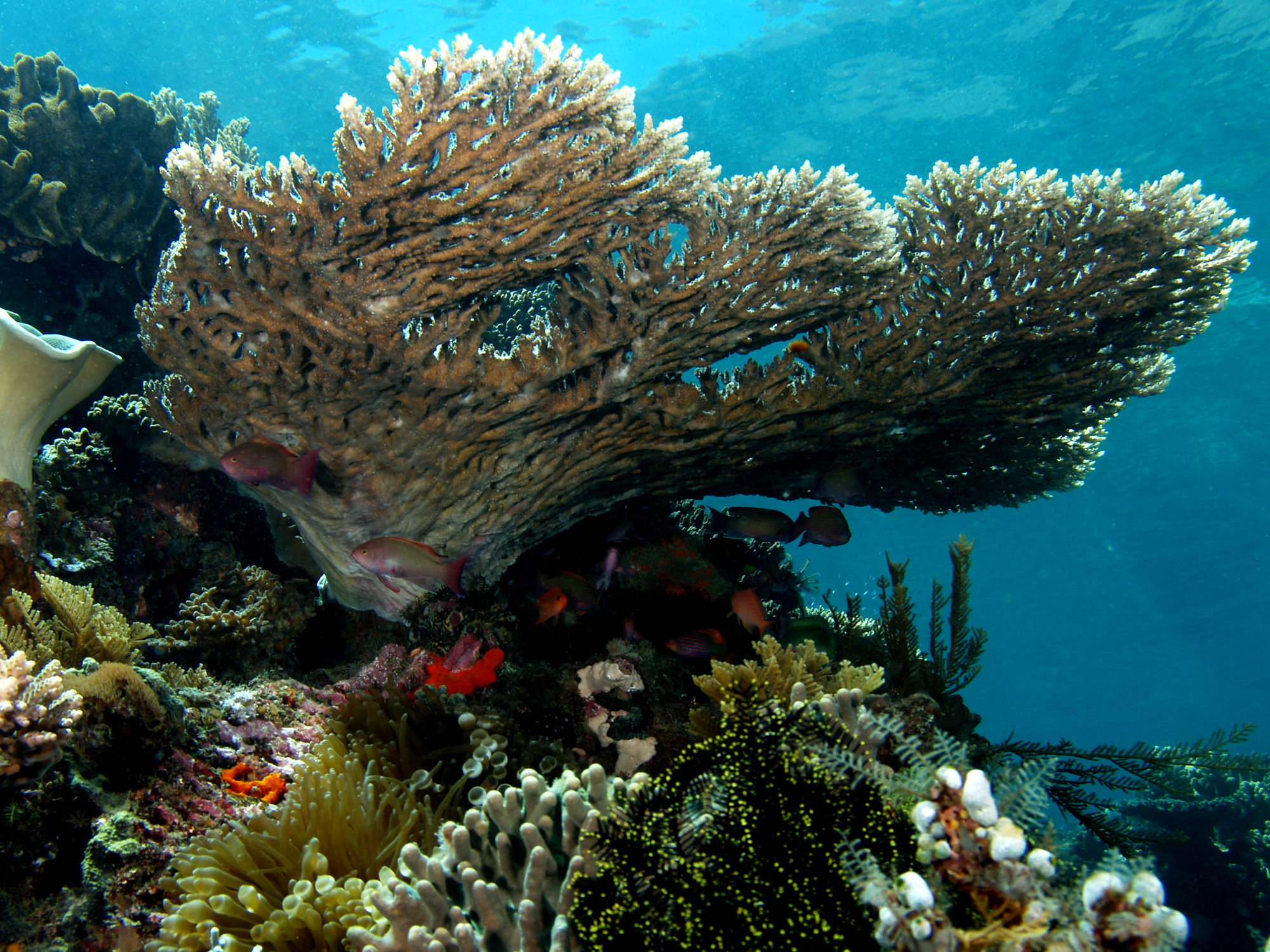
Acropora latistella
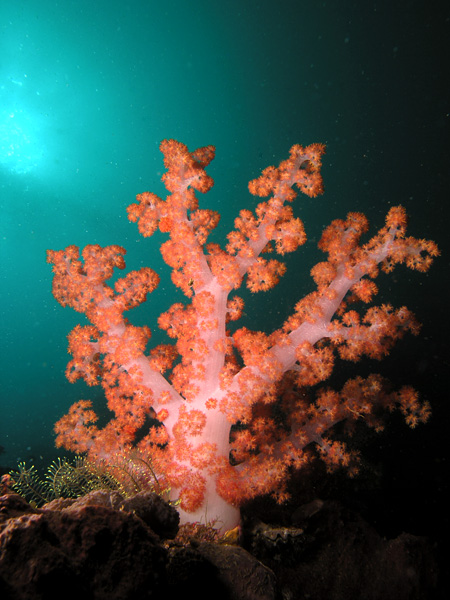
Dendronephthya klunzingeri
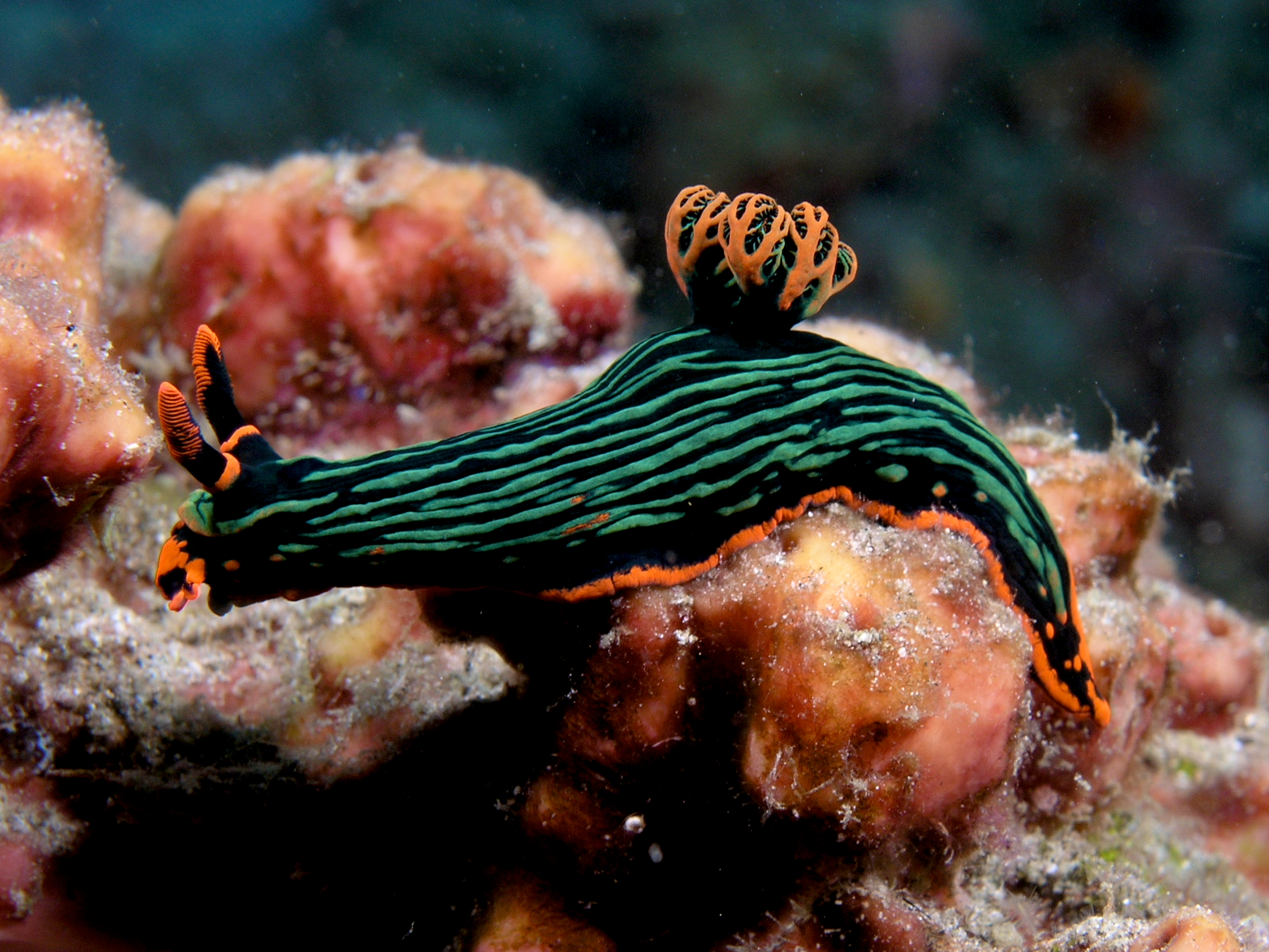
Nembrotha kubaryana
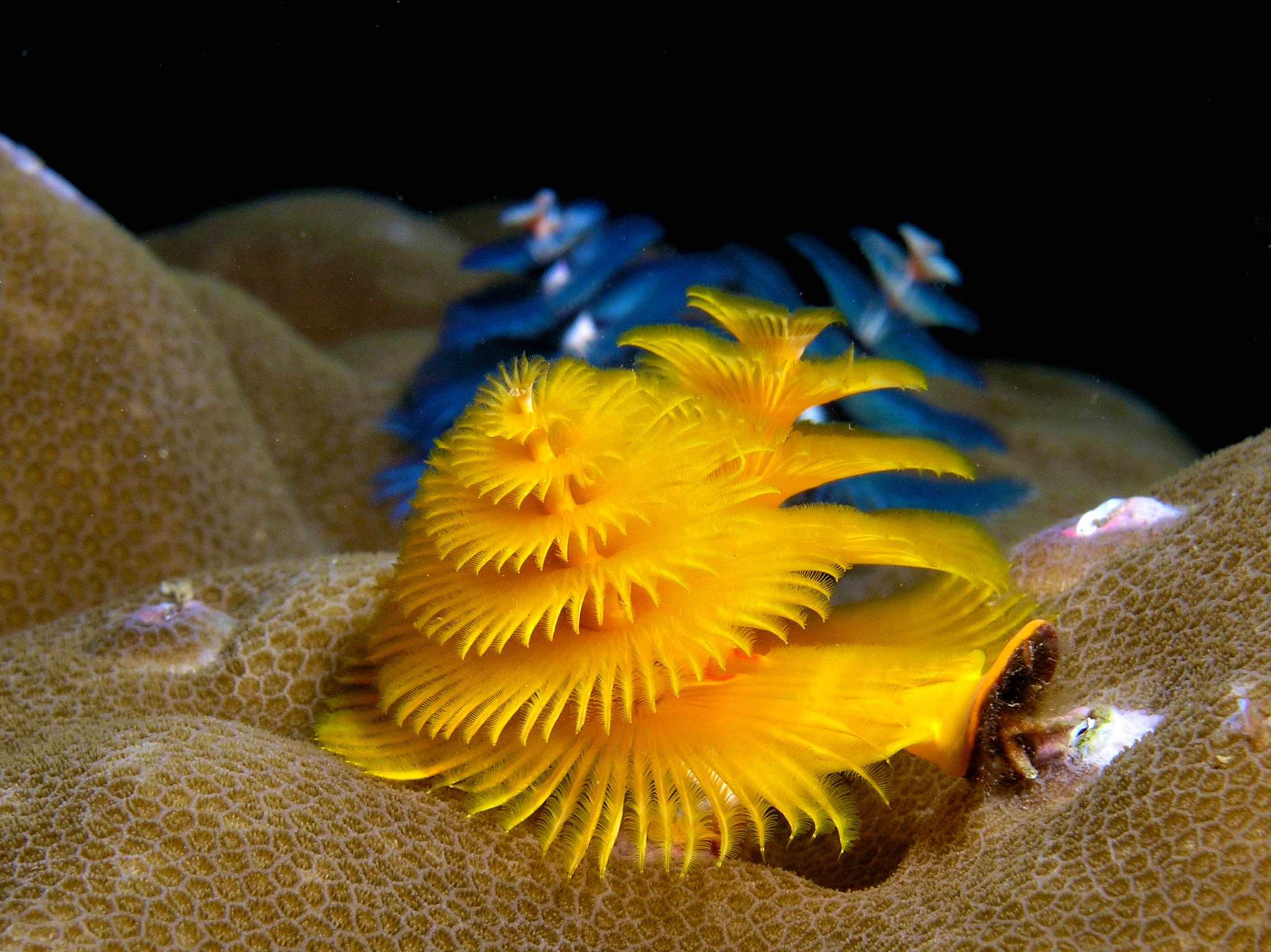
Spirobranchus giganteus
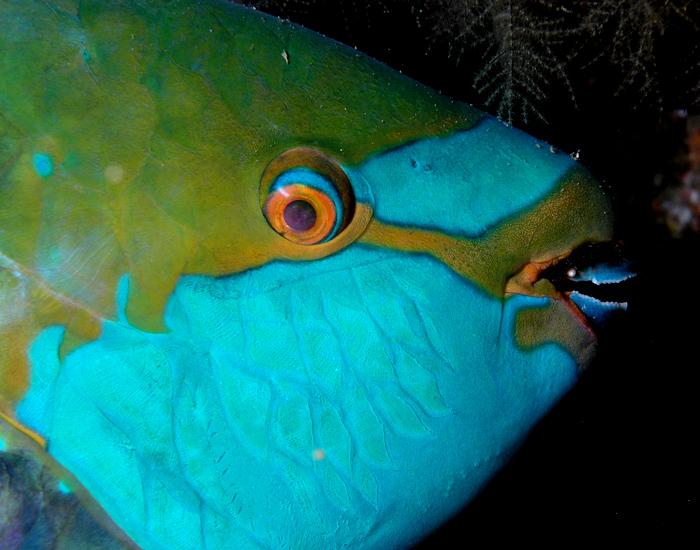
Poisson-perroquet
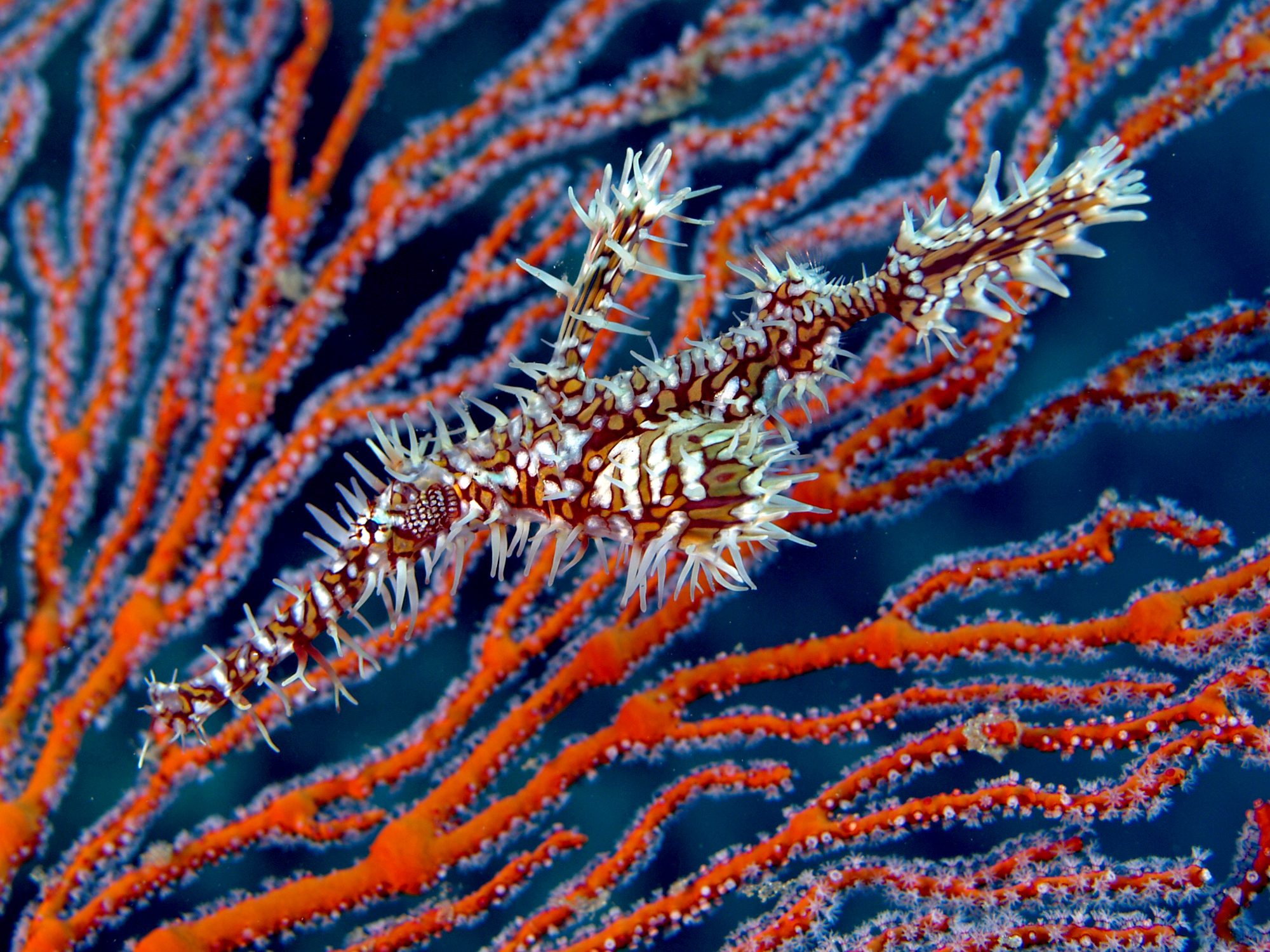
Solenostomus paradoxus
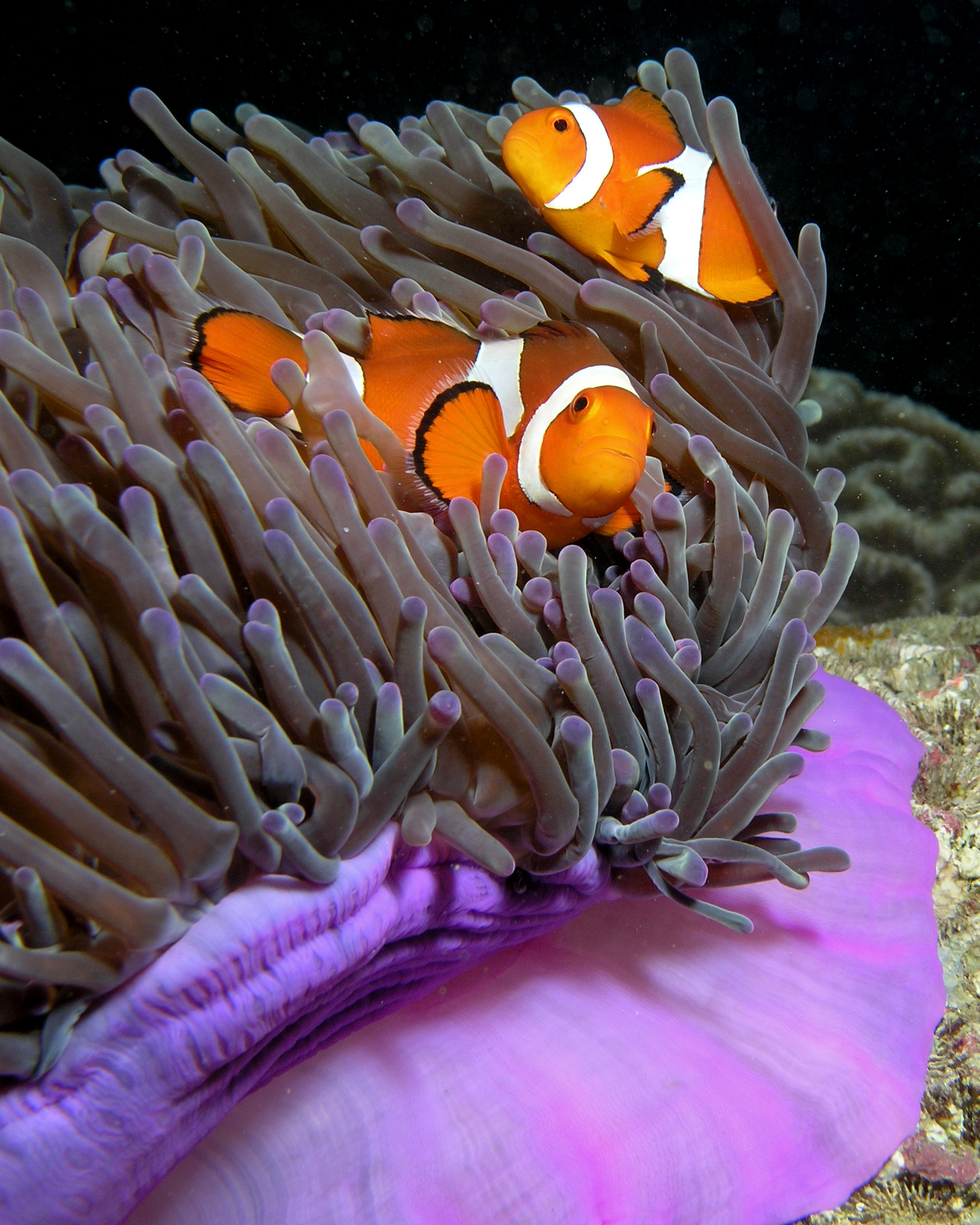
Amphiprion ocellaris
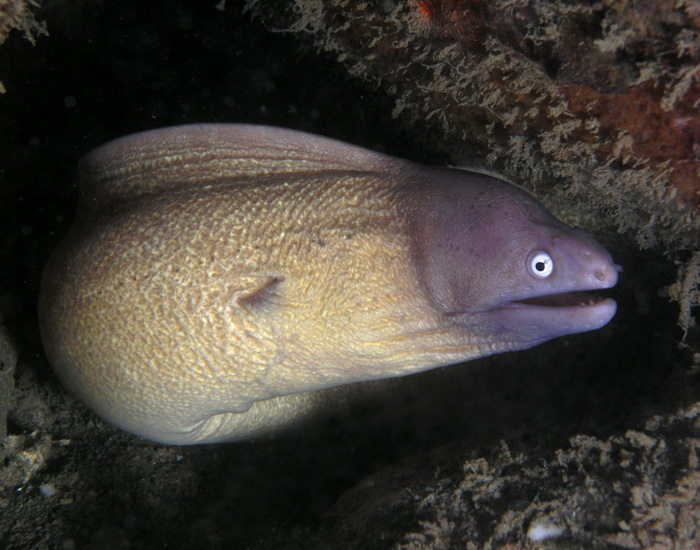
Gymnothorax thyrsoideus